# Armed Forces Security Agency
Die Armed Forces Security Agency (AFSA) war ein US-amerikanischer Nachrichtendienst. US-Verteidigungsminister Louis A. Johnson gründete die AFSA mit einer vertraulichen Order am 20. Mai 1949. Die AFSA sollte damit offiziell die kryptologischen Aktivitäten der bestehenden Dienste Army Security Agency, Naval Security Group und Air Force Security Service vereinen. Eine besondere Rolle kam ihr im Koreakrieg zu.

## Koreakrieg
Gleich zu Beginn ihrer Gründung musste die AFSA zwei schwere Rückschläge hinnehmen. Zum einen wurde der AFSA-Russisch-Linguist William Weisband der Spionage verdächtigt und zum anderen griff Nordkorea am 25. Mai 1950 unerwartet den südlichen Teil der koreanischen Halbinsel an. Die Abhörstationen der AFSA, wie auch im japanischen Kamiseya, waren nur auf die Volksrepublik China und die Sowjetunion gerichtet, denn Nordkorea nahm zu jener Zeit bei der AFSA einen nur geringen Stellenwert ein. Washington erfuhr erstmals über einen Journalisten aus Seoul von dem Angriff Nordkoreas.
Schnell wurde zusätzliches Abhörpersonal angefordert, es mangelte jedoch an Übersetzern, weswegen anfangs sogar ein Pater namens Harold Henry eingesetzt werden musste. Die nordkoreanischen Verbände stießen unterdessen zügig über Seoul in den Süden Koreas vor und drängten die von den USA entsandten Truppen bis nach Pusan zurück. Da die nordkoreanische Führung jedoch häufig unverschlüsselt kommunizierte, konnte durch Informationen der AFSA der Vorstoß gestoppt werden.
Die große Frage war nun ob die Volksrepublik China intervenieren würde, da ein Team chinesischer Linguisten der AFSA im Funkverkehr der Chinesen Hinweise auf Verlagerung sowjetischer Truppen Richtung Korea sammelte. Während General Douglas MacArthur, Kommandeur der vor Ort kämpfenden UN-Streitmacht, gegenüber Präsident Harry S. Truman die Wahrscheinlichkeit einer chinesischen Invasion im Schulterschluss mit der nordkoreanischen und russischen Armee für sehr gering befand, konnten die AFSA-Spezialisten zeitgleich eine Bestellung der chinesischen Regierung von 30.000 Landkarten Koreas abhören. Am 26. November 1950 marschierten dann 30 chinesische Divisionen über die Grenze nach Nordkorea ein und drängten südkoreanische wie amerikanische Einheiten zurück. Später wurde MacArthur für die auf diesen Angriff unvorbereiteten Truppen verantwortlich gemacht. Der Krieg endete am 27. Juli 1953 mit der Unterzeichnung eines Waffenstillstandsabkommens. Die höchste Ebene im Nachrichtenverkehr zwischen Chinesen und Nordkoreanern blieb der AFSA während des gesamten Krieges verschlossen.

## Auflösung der AFSA
Aufgrund von Mängeln in der Fernmeldeaufklärung forderte im Dezember 1951 CIA-Direktor Walter Bedell Smith Präsident Truman auf, Verteidigungsminister Robert A. Lovett und Außenminister Dean G. Acheson eine gründliche Untersuchung der AFSA vornehmen zu lassen. Drei Tage später ordnete Truman die Untersuchung unter George Abbott Brownell an. Aus ihr resultierte die Idee eines neuen Geheimdienstes.
Am 24. Oktober 1952 erschienen Lovett, David K. Bruce vom Außenministerium und Everett Gleason vom Nationalen Sicherheitsrat im Weißen Haus. Präsident Truman erteilte den höchstgeheimen Befehl die AFSA aufzulösen und einen neuen Geheimdienst aufzubauen. Am 4. November 1952 wurde die National Security Agency gegründet.